# Ferrihydrit
Ferrihydrit (IMA-Symbol Fhy) ist ein selten vorkommendes Mineral aus der Mineralklasse der „Oxide und Hydroxide“ mit der chemischen Zusammensetzung Fe3+10O14(OH)2 und damit chemisch gesehen ein Eisen-Oxidhydroxid.
Ferrihydrit entwickelt kristallisiert im hexagonalen Kristallsystem, entwickelt aber nur mikroskopisch kleine Kristalle und sphärolithische Mineral-Aggregate bis etwa 50 μm Größe von gelblichbrauner bis rötlichbrauner oder dunkelbrauner Farbe bei gelblichbrauner Strichfarbe.

## Etymologie und Geschichte
Erstmals entdeckt wurde Ferrihydrit in kalten und heißen Quellen zusammen mit Eisenbakterien (Gallionella, Leptothrix, Toxothrix) im Altaigebirge in Osten Kasachstans.
Die Analyse und Erstbeschreibung erfolgte durch Fjodor Wassiljewitsch Tschuchrow (russisch Фёдор Васильевич Чухров), B. B. Zvyagin, A. I. Gorshkov, L. P. Ermilova, V. V. Balashova, die das Mineral nach dessen chemischer Zusammensetzung als „hydratisiertes Eisen“ (englisch ferric und hydrated; russisch ферригидрит) benannten. Das Mineralogenteam sandte seine Untersuchungsergebnisse und den gewählten Namen 1971 zur Prüfung an die International Mineralogical Association (interne Eingangsnummer der IMA: 1971-015), die den Ferrihydrit als eigenständige Mineralart anerkannte.
Da das Material zur Analyse des Minerals aus den Bergwerken „Belousovsky“ (auch Belousovskii oder Belousovskoe) bei Glubokoje und „Ridder-Sokolnoe“ (auch Leninogorsk) bei Ridder stammt, gelten beide Gruben als Typlokalität. Das Typmaterial des Minerals wird im Staatlichen Vernadsky Museum für Geologie (englisch Vernadsky State Geological Museum, VGM) unter der Inventarnummer 51508 und im Mineralogischen Museum, benannt nach A. J. Fersman (FMM) unter der Inventarnummer 76642 in Moskau aufbewahrt.

## Klassifikation
In der veralteten 8. Auflage der Mineralsystematik nach Strunz ist der Ferrihydrit noch nicht verzeichnet.
In der zuletzt 2018 überarbeiteten Lapis-Systematik nach Stefan Weiß, die formal auf der alten Systematik von Karl Hugo Strunz in der 8. Auflage basiert, erhielt das Mineral die System- und Mineralnummer IV/F.09-020. Dies entspricht der Klasse der „Oxide und Hydroxide“ und dort der Abteilung „Hydroxide und oxidische Hydrate (wasserhaltige Oxide mit Schichtstruktur)“, wo Ferrihydrit zusammen mit Akdalait die unbenannte Gruppe IV/F.09 bildet.
Die von der IMA zuletzt 2009 aktualisierte 9. Auflage der Strunz’schen Mineralsystematik ordnet den Ferrihydrit dagegen in die Abteilung der „Hydroxide (ohne V oder U)“ ein. Diese ist zudem weiter unterteilt nach der möglichen Anwesenheit von OH und/oder H2O sowie der Kristallstruktur, so dass das Mineral entsprechend seiner Zusammensetzung und seinem Aufbau in der Unterabteilung „Hydroxide mit OH, ohne H2O; Lagen kantenverknüpfter Oktaeder“ zu finden ist, wo es als Namensgeber die „Ferrihydritgruppe“ mit der Systemnummer 4.FE.35 und dem bisher nur hypothetischen Mineral Hydromaghemit bildet.
In der vorwiegend im englischen Sprachraum gebräuchlichen Systematik der Minerale nach Dana hat MineralName die System- und Mineralnummer 04.03.02.02. Dies entspricht ebenfalls der Klasse der „Oxide und Hydroxide“ und dort in die Abteilung der „Oxidminerale“. Hier ist er zusammen mit Akdalait in einer unbenannten Gruppe mit der Systemnummer 04.03.02 innerhalb der Unterabteilung „Einfache Oxide mit einer Kationenladung von 3+ (A2O3)“ zu finden.

## Kristallstruktur
Ferrihydrit kristallisiert hexagonal in der Raumgruppe P63mc (Raumgruppen-Nr. 186) mit den durchschnittlichen Gitterparametern a = 5,95 Å und c = 9,06 Å sowie eine Formeleinheit pro Elementarzelle.

## Bildung und Fundorte

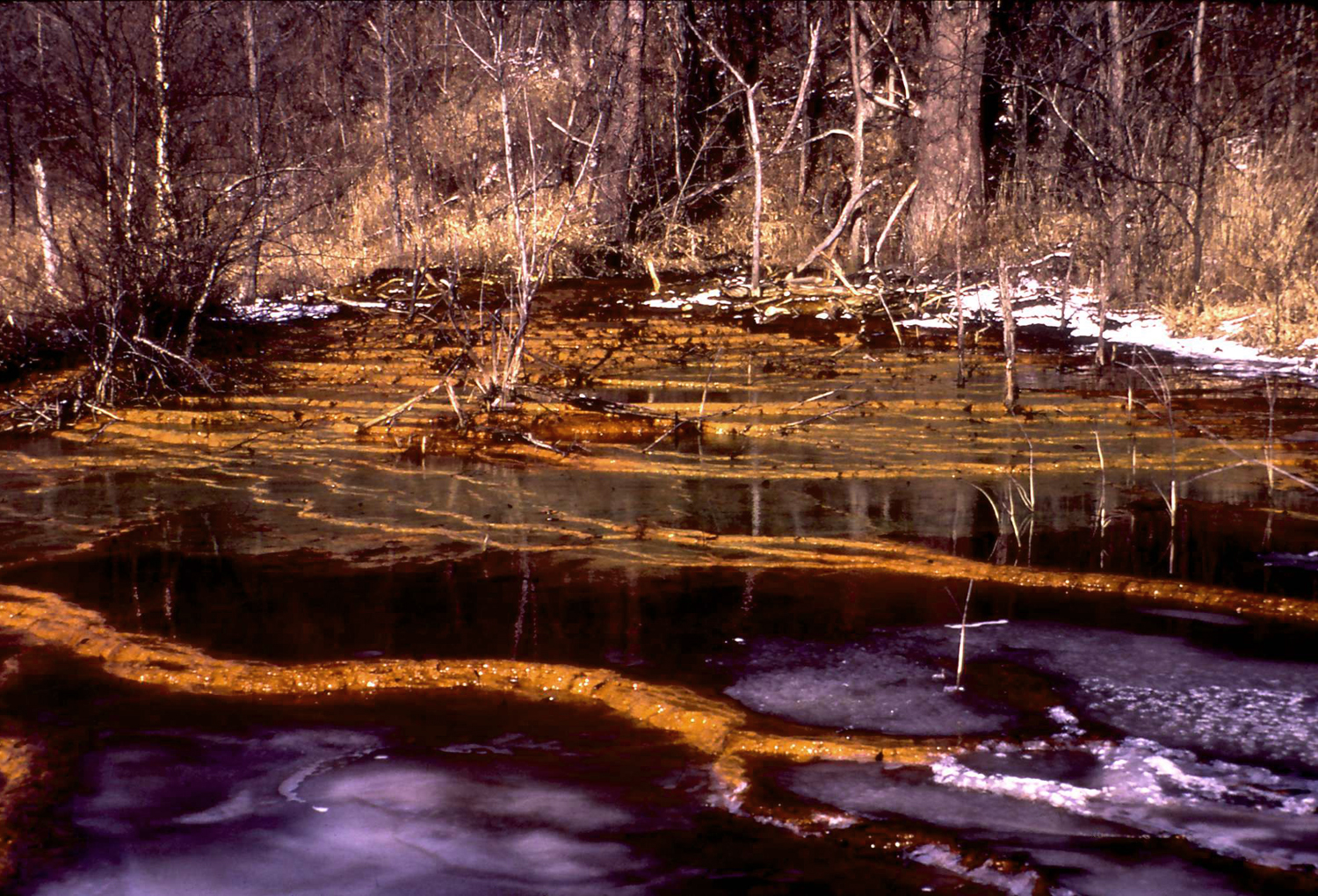
Grubenentwässerung aus Ohio (USA) mit Ferrihydrit-Niederschlag

Ferrihydrit bildet sich als Niederschlag in kalten und heißen Quellen unter Mitwirkung von eisenoxidierenden Mikroorganismen (Eisenbakterien), findet sich aber auch verbreitet in der löslichen Fraktion von Böden und verwittertem Gestein. Als Begleitminerale können unter anderem Goethit, Hämatit, Lepidokrokit und verschiedene Manganoxide auftreten.
Als seltene Mineralbildung konnte Ferrihydrit nur an wenigen Fundorten nachgewiesen werden, wobei weltweit bisher rund 110 Fundorte dokumentiert sind (Stand 2025). Neben seiner Typlokalität im Altaigebirge trat das Mineral in Kasachstan noch in der Eisengrube „Sokolowskoje“ in der Provinz Qostanai zutage.
In Deutschland fand man Ferrihydrit unter anderem im „Schmiedestollen“ bei Wittichen und in der Grube Clara bei Oberwolfach in Baden-Württemberg, auf den Schlackenhalden der Ochsenhütte nahe Goslar und im Hölltal bei Lautenthal in Niedersachsen, auf der Schlackenhalde der Hüstener Gewerkschaft im Sauerland (Nordrhein-Westfalen), in der „Eckardthütte“ bei Leimbach (Mansfeld) in Sachsen-Anhalt, im Schacht „Weißer Hirsch“ bei Neustädtel (Schneeberg) und in mehreren Gruben am Zechenberg bei Hohenstein-Ernstthal in Sachsen und auf der Schlackenhalde am Kammberg in der Gemeinde Joldelund in Schleswig-Holstein.
In Österreich konnte Ferrihydrit bisher nur am Rotbachl im Zamser Grund (Zillertal) und am Silberberg bei Reith im Alpbachtal im Inntal in Tirol gefunden werden.
Weitere Fundorte liegen unter anderem in Ägypten, der Antarktis, Brasilien, China, Frankreich, Griechenland, Italien, Japan, Polen, Russland, der Slowakei, Spanien, Tonga, Tschechien, Turkmenistan und den Vereinigten Staaten von Amerika (USA).
Auch in Gesteinsproben aus der Barentssee im Arktischen Ozean, in mehreren Gesteinsproben vom Mittelatlantischen Rücken, vom Manus-Becken in der Bismarcksee, vom Ostpazifischen Rücken und vom Franklin Seamount im Pazifischen Ozean sowie von Gesteinsproben vom Roten Meer konnte Ferrihydrit nachgewiesen werden.
Einer Studie vom Februar 2025 zufolge ist Ferrihydrit das dominante Mineral im marsianischen Staub, das ihm seine charakteristische rote Farbe verleiht. Dies stellt einen weiteren Beweis dar, dass in der Vergangenheit des Mars große Mengen an flüssigem Wasser existiert haben.